# Zahnschmelz

Aufbau eines Zahns

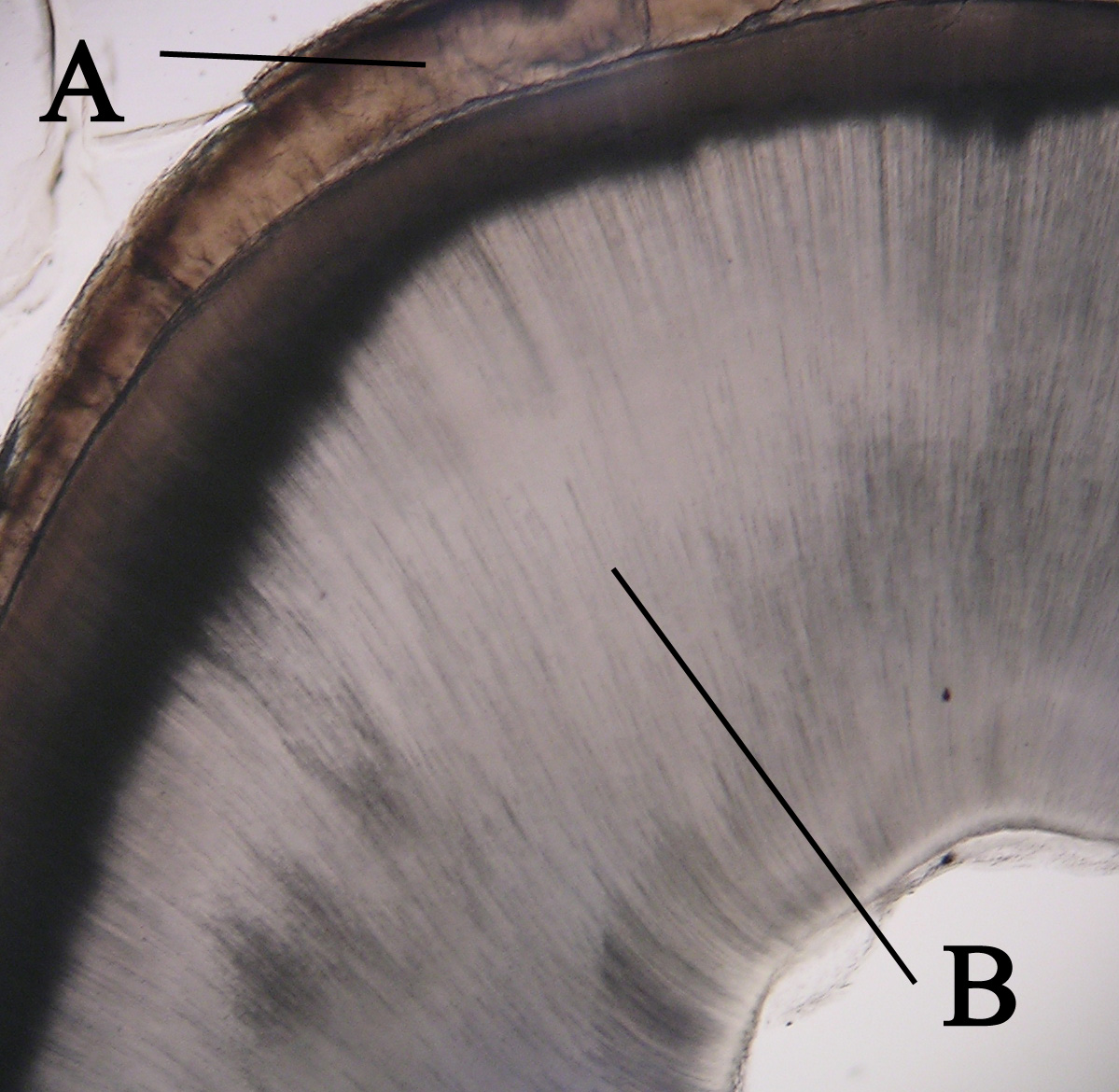
Histologischer Schnitt durch eine Zahnkrone.
A = Schmelz, B = Dentin

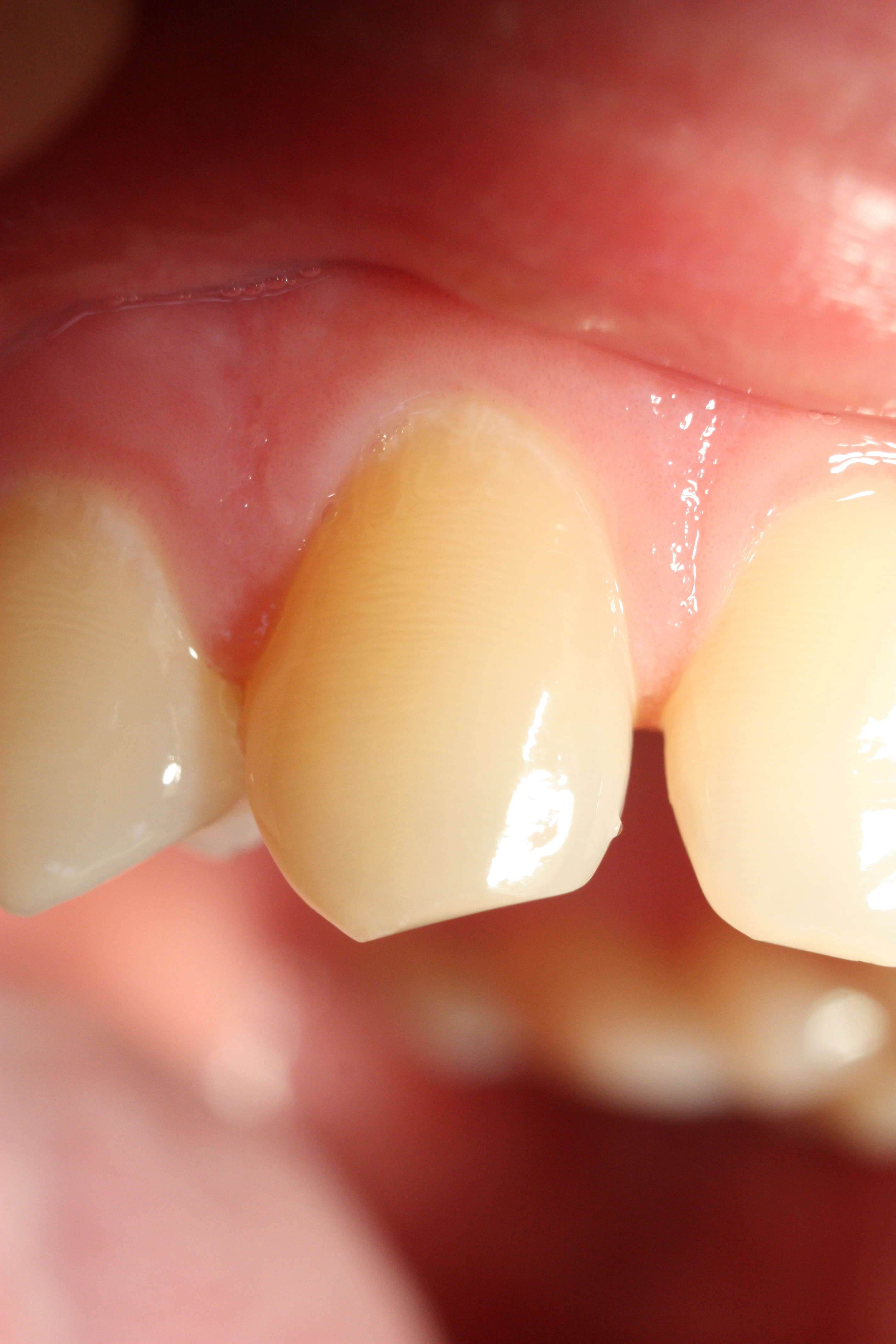
Retzius-Streifen
(Querstreifen, besser bei voller Bildvergrößerung zu erkennen)

Der Zahnschmelz, auch Adamantin (n.) genannt, (neulateinisch enamelum und substantia adamantinea) ist die äußere Schicht der Zähne der Landwirbeltiere (Tetrapoda) und liegt im Bereich der Zahnkrone dem Dentin (Zahnbein) auf.

## Aufbau
Im Körper des Menschen ist Zahnschmelz das härteste Gewebe mit einer Mohshärte 5. Er enthält Verbindungen von Calcium, Phosphor, Magnesium, Natrium, daneben sind Proteine und Fette am Aufbau beteiligt. Schmelz ist zu 95 % anorganisch und besteht weitgehend aus dem Kalziumphosphat [Ca5(PO4)3OH]x2 (Hydroxylapatit). Er ist säurelöslich.
Mit dem Elektronenmikroskop betrachtet, besteht Zahnschmelz aus bandförmigen, in Bündeln gruppierten Kristalliten. Diese werden als Prismen bezeichnet und verlaufen meist orthogonal (im 90°-Winkel) zur Schmelzoberfläche. Schmelzprismen sind jedoch auf die Zähne der Säugetiere beschränkt.
Schmelz zeigt entsprechend seinem Bau ein Farbspektrum, das von rötlich bis blaugrau reicht. Durch die Lichtbeugung an den kleinsten Bestandteilen kommt es zu einem Schillern. Des Weiteren zeigt er Opaleszenz.
Zahnschmelz wird ontogenetisch durch Biomineralisation in einem besonderen Schmelzorgan von Adamantoblasten gebildet, Zellen im Ektoderm, epithelialen Ursprunges, die der Hertwigschen Epithelscheide entstammen.
Der Schmelzpunkt von Zahnschmelz liegt bei 1620 °C.

## Zahnheilkunde
Zahnschmelz ist nicht von Nerven durchzogen und kann nicht nachgebildet werden. Daher verursacht Zahnkaries keine Schmerzen, solange sie nicht durch das Dentin bis zur Pulpa vorgedrungen ist. Das abgebaute Material muss jedoch entfernt und der Zahn mit anderen Materialien „repariert“ werden. Eine Schmelzkaries kann durch Ernährungslenkung und häufige Gabe niedrig dosierter Fluoride (die sogenannte Fluoridierung) wieder remineralisiert werden, dabei werden die Hydroxidionen im Apatit durch das Fluorid zu Fluorapatit ersetzt. Erst wenn die Karies die Schmelzschicht durchbrochen hat und sich im darunter liegenden Dentin ausbreitet, ist im Sinne der minimalinvasiven Zahnheilkunde eine Füllungstherapie angezeigt.
Ein Abbau des Schmelzes kann durch regelmäßige mechanische Belastung erfolgen, in der Regel durch Abrasion bei zu häufigem und zu kräftigem Bürsten im Rahmen der Zahnpflege. Säurehaltige Nahrungsmittel führen beim Zahnschmelz zur Erosion durch Lösung.

## Geschichte
In der vormikroskopischen Ära des 16. und 17. Jahrhunderts haben Bartholomäus Eustachius (1500/1513–1574), Marcello Malpighi (1628–1694) und Johann Jakob Rau (1668–1719) die Zahnhartgewebsstrukturen und ihre Entstehung erforscht. Mit der Entwicklung optischer Vergrößerungshilfen, vor allem durch Antoni van Leeuwenhoek (1632–1723), werden genauere histologische Untersuchungen der Zahnhartsubstanzen und Entdeckungen im Bereich der histologischen Abläufe während der Embryonalphase der Zähne möglich. Malpighi postuliert die Sekretionstheorie der Schmelzentstehung mittels eines verknöchernden Saftes, bei Eustachius findet sich erstmals die Erwähnung der Umwandlungstheorie. Alexander Nasmyth (1789–1849), Richard Owen (1804–1892), Anders Adolf Retzius (1796–1860), Jan Evangelista Purkyně (1787–1869), Albert von Kölliker (1816–1905), Wilhelm von Waldeyer (1836–1921), Viktor von Ebner-Rofenstein (1842–1925), Gustav Preiswerk (1866–1908), John Tomes (1815–1895) ebenso wie sein Sohn Charles (1846–1928) und viele andere Forscher gaben damals der Zahnhistologie durch gründliche Bearbeitung des gesamten Gebietes eine breite wissenschaftliche Basis. Bis heute ist jedoch noch kein allgemein anerkanntes einheitliches Bild vom histologischen Aufbau eines Zahnes und seiner Entwicklung vorhanden. Zu klären sind unter anderem noch Fragen zu der organischen Substanz des Schmelzes, den Prismenscheiden, der interprismatischen Substanz oder Kittsubstanz und der Schmelzentwicklung.